# Andre Hoffmann
Andre Hoffmann (Essen, 28 febbraio 1993) è un calciatore tedesco, difensore o centrocampista svincolato.

## Carriera

### Club
Tra il 2011 e gennaio 2013 ha giocato 37 partite segnando anche un gol in 2. Bundesliga con la maglia del Duisburg; passa in seguito all'Hannover, con cui nel girone di ritorno della stagione 2012-2013 gioca 13 partite in Bundesliga.

### Nazionale
A partire dal 2009 ha giocato diverse partite con le nazionali giovanili tedesche Under-16, Under-17, Under-18, Under-19 ed Under-20. Nel 2013 ha giocato 3 partite valide per le qualificazioni agli Europei Under-21.

## Statistiche

### Presenze e reti nei club
Statistiche aggiornate al 12 aprile 2016.
| Stagione            | Club            | Campionato      | Campionato | Campionato | Coppe nazionali | Coppe nazionali | Coppe nazionali | Coppe continentali | Coppe continentali | Coppe continentali | Supercoppe | Supercoppe | Supercoppe | Totale | Totale |
| Stagione            | Club            | Comp            | Pres       | Reti       | Comp            | Pres            | Reti            | Comp               | Pres               | Reti               | Comp       | Pres       | Reti       | Pres   | Reti   |
| ------------------- | --------------- | --------------- | ---------- | ---------- | --------------- | --------------- | --------------- | ------------------ | ------------------ | ------------------ | ---------- | ---------- | ---------- | ------ | ------ |
| 2010-2011           | Duisburg        | 2L              | -          | -          | -               | -               | -               | -                  | -                  | -                  | -          | -          | -          | -      | -      |
| 2011-2012           | Duisburg        | 2L              | 24         | 1          | -               | -               | -               | -                  | -                  | -                  | -          | -          | -          | 24     | 1      |
| ago. 2012-dic. 2012 | Duisburg        | 2L              | 13         | 0          | CG              | 2               | 0               | -                  | -                  | -                  | -          | -          | -          | 15     | 0      |
| Totale Duisburg     | Totale Duisburg | Totale Duisburg | 37         | 1          |                 | 2               | 0               |                    |                    |                    |            |            |            | 39     | 1      |
| gen. 2013-mag. 2013 | Hannover 96     | BL              | 16         | 2          | -               | -               | -               | -                  | -                  | -                  | -          | -          | -          | 16     | 2      |
| 2013-2014           | Hannover 96     | BL              | 23         | 0          | CG              | 1               | 0               | -                  | -                  | -                  | -          | -          | -          | 24     | 0      |
| 2014-2015           | Hannover 96     | BL              | -          | -          | -               | -               | -               | -                  | -                  | -                  | -          | -          | -          | -      | -      |
| 2015-2016           | Hannover 96     | BL              | 7          | 0          | -               | -               | -               | -                  | -                  | -                  | -          | -          | -          | 7      | 0      |
| Totale Hannover     | Totale Hannover | Totale Hannover | 46         | 2          |                 | 1               | 0               |                    |                    |                    |            |            |            | 47     | 2      |
| Totale carriera     | Totale carriera | Totale carriera | 83         | 3          |                 | 3               | 0               |                    |                    |                    |            |            |            | 86     | 3      |

## Palmarès

### Club

#### Competizioni nazionali
- 2. Fußball-Bundesliga: 1

Fortuna Düsseldorf: 2017-2018